# Marian Klepacki
Marian Klepacki, a.k.a Klepak (1947 – Warschau 31 maart 1999) was een Poolse ondernemer en crimineel in de jaren 1990. Hij werd gerekend tot een van de leiders van de bende van Wołomin, een bekende Poolse misdaadorganisatie.
Klepacki runde een wisselkantoor en een lommerd in de wijk Praga-Noord in Warschau, maar werd er in de jaren 1990 van verdacht dat hij zich vooral bezighield met het afpersen van winkeliers en horecagelegenheden, alsmede ontvoeringen en grootschalige smokkel van sigaretten en alcohol, iets wat hij zelf altijd ontkend heeft.
Hij werd op 31 maart 1999 op 52-jarige leeftijd samen met vier andere (vermeende) bendeleden geliquideerd in een restaurant in het stadsdeel Wola in Warschau.